# Unione Sportiva Triestina 1960
Questa voce raccoglie le informazioni riguardanti l'Unione Sportiva Triestina nelle competizioni ufficiali della stagione 1960.

## Maglie e sponsor
| 1ª divisa |